# 마쓰모토 이치카
마쓰모토 이치카(일본어: 松本 いちか, 2000년 2월 19일~)는 일본의 AV 여배우이다. 《FANZA》가 발표한 2020년 연간 AV여배우 순위 1위를 기록했다.